# Persone di nome Charles/Giocatori di football americano
| Questa pagina contiene informazioni ricavate automaticamente dalle voci biografiche con l'ausilio del template Bio e di un bot. L'aggiornamento è periodico e automatico e ricostruisce completamente la pagina. Se manca una persona in questa lista, sei pregato di non aggiungerla, ma accertati piuttosto che la sua voce biografica contenga il template Bio e che i dati anagrafici siano correttamente compilati. Se il template Bio manca, inseriscilo tu stesso o, in alternativa, metti l'avviso {{tmp\|Bio}} che ne segnala la mancanza. Se i dati riportati sono sbagliati, correggi direttamente la voce biografica; le modifiche saranno visibili in questa lista entro pochi giorni. Per chiarimenti vedi il progetto antroponimi. La lista contiene solo le 61 persone che sono citate nell'enciclopedia e per le quali è stato implementato correttamente il template Bio. Pagina aggiornata al 6 mag 2025. |

Questa è una lista di persone presenti nell'enciclopedia che hanno il nome Charles e sono giocatori di football americano.

## A(6)
- Charles Akanno, giocatore di football americano nigeriano (Lagos, n. 1997)
- Ki Aldrich, giocatore di football americano statunitense (Rogers, n. 1916 - Temple, † 1983)
- Charles Alexander, ex giocatore di football americano statunitense (Galveston, n. 1957)
- Neal Anderson, ex giocatore di football americano statunitense (Dothan, n. 1964)
- Charlie Ane, ex giocatore di football americano statunitense (Los Angeles, n. 1952)
- Charley Ane, giocatore di football americano statunitense (Honolulu, n. 1931 - Honolulu, † 2007)

## B(6)
- Charles Bay, ex giocatore di football americano statunitense (Marietta, n. 1989)
- Chuck Bednarik, giocatore di football americano statunitense (Bethlehem, n. 1925 - Richland, † 2015)
- Charley Brock, giocatore di football americano statunitense (Columbus, n. 1916 - † 1987)
- Charles Brown, giocatore di football americano statunitense (Chino Hills, n. 1987)
- Charlie Brown, ex giocatore di football americano statunitense (Charleston, n. 1958)
- Ed Brown, giocatore di football americano statunitense (San Luis Obispo, n. 1928 - Kennewick, † 2007)

## C(3)
- Charles Clay, giocatore di football americano statunitense (Little Rock, n. 1989)
- Charlie Conerly, giocatore di football americano statunitense (Clarksdale, n. 1921 - Memphis, † 1996)
- Charles Cross, giocatore di football americano statunitense (Laurel, n. 2000)

## D(1)
- Chuck Dressen, giocatore di football americano, giocatore di baseball e allenatore di baseball statunitense (Decatur, n. 1894 - Detroit, † 1966)

## E(1)
- Tony Eason, ex giocatore di football americano statunitense (Blythe, n. 1959)

## F(1)
- Chuck Fusina, ex giocatore di football americano statunitense (Pittsburgh, n. 1957)

## G(4)
- Chip Glass, ex giocatore di football americano statunitense (Homestead, n. 1947)
- Charles Grant, ex giocatore di football americano statunitense (Colquitt, n. 1978)
- Charles Grant, giocatore di football americano statunitense (Portsmouth, n. 2002)
- Joe Greene, ex giocatore di football americano statunitense (Temple, n. 1946)

## H(6)
- Charles Haley, ex giocatore di football americano statunitense (Gladys, n. 1964)
- Chic Harley, giocatore di football americano statunitense (Chicago, n. 1894 - Columbus, † 1974)
- Charles Harris, giocatore di football americano statunitense (Kansas City, n. 1995)
- Charlie Hennigan, giocatore di football americano statunitense (Bienville, n. 1935 - Humble, † 2017)
- Chuck Howley, ex giocatore di football americano statunitense (Wheeling, n. 1936)
- Chuck Hughes, giocatore di football americano statunitense (Filadelfia, n. 1943 - Detroit, † 1971)

## J(6)
- Charlie Johnson, giocatore di football americano statunitense (Durant, n. 1984)
- Charles Johnson, giocatore di football americano statunitense (Elsmere, n. 1989)
- Charles Johnson, giocatore di football americano statunitense (San Bernardino, n. 1972 - Wake Forest, † 2022)
- Charles Johnson, giocatore di football americano statunitense (Hawkinsville, n. 1986)
- Charlie Joiner, ex giocatore di football americano statunitense (Many, n. 1947)
- Charlie Justice, giocatore di football americano statunitense (Asheville, n. 1924 - Cherryville, † 2003)

## L(3)
- Dick LeBeau, ex giocatore di football americano e allenatore di football americano statunitense (London, n. 1937)
- Charles Leno, giocatore di football americano statunitense (Oakland, n. 1991)
- Chuck Long, ex giocatore di football americano statunitense (Norman, n. 1963)

## M(4)
- Charles Mann, ex giocatore di football americano statunitense (Sacramento, n. 1961)
- Charlie Mathys, giocatore di football americano statunitense (Green Bay, n. 1897 - Green Bay, † 1983)
- Charles McRae, ex giocatore di football americano statunitense (Oscoda, n. 1968)
- Charles Mitchell, giocatore di football americano statunitense (Lyon, n. 1989)

## N(1)
- Chuck Noll, giocatore di football americano e allenatore di football americano statunitense (Cleveland, n. 1932 - Sewickley, † 2014)

## O(2)
- Charlie O'Rourke, giocatore di football americano canadese (Montreal, n. 1917 - Brockton, † 2000)
- Charles Omenihu, giocatore di football americano statunitense (Houston, n. 1997)

## P(2)
- Chuck Pagano, ex giocatore di football americano e allenatore di football americano statunitense (Boulder, n. 1960)
- Charlie Peprah, giocatore di football americano statunitense (Fort Worth, n. 1983)

## R(2)
- Charles Rogers, giocatore di football americano statunitense (Saginaw, n. 1981 - Fort Myers, † 2019)
- Andy Russell, giocatore di football americano statunitense (Detroit, n. 1946 - † 2024)

## S(3)
- Charlie Sanders, giocatore di football americano statunitense (Richlands, n. 1946 - Royal Oak, † 2015)
- Charles Sims, giocatore di football americano statunitense (Houston, n. 1990)
- Charles Snowden, giocatore di football americano statunitense (Silver Spring, n. 1998)

## T(4)
- Charley Taylor, giocatore di football americano statunitense (Grand Prairie, n. 1941 - Sterling, † 2022)
- Pierre Thomas, giocatore di football americano statunitense (Lynwood, n. 1984)
- Charles Tillman, ex giocatore di football americano statunitense (Chicago, n. 1981)
- Charley Trippi, giocatore di football americano statunitense (Pittston, n. 1921 - Athens, † 2022)

## W(6)
- Charles White, giocatore di football americano statunitense (Los Angeles, n. 1958 - Newport Beach, † 2023)
- Charlie Whitehurst, giocatore di football americano statunitense (Green Bay, n. 1982)
- David Whitehurst, giocatore di football americano statunitense (Baumholder, n. 1955)
- Wade Wilson, giocatore di football americano statunitense (Greenville, n. 1959 - Coppell, † 2019)
- Charles Woodson, ex giocatore di football americano statunitense (Fremont, n. 1976)
- Charles Wort, ex giocatore di football americano britannico (n. 1993)